# 仙葉由季
仙葉 由季（せんば ゆき、1969年3月13日 - ）は、日本のマルチタレント、舞台女優、舞踏家。

## 経歴
神奈川県出身。1989年に芳友舎専属のソフト路線単体女優としてAVデビュー、翌1990年にAV業界を完全引退。グラビア女優として多数の雑誌で活躍。写真雑誌全盛期に多くの写真家の作品展にも被写体として参加、情報誌、グラビア誌、写真雑誌をほぼ制覇。「独特な哲学を持つ被写体」「人間オブジェ」と称された。新聞、雑誌のエッセイ連載と小説掲載、ミュージシャンの音楽ビデオやツアーパンフ、CDジャケットにも執筆やモデルとして参加。TVドラマ、Vシネマ、ラジオ出演、舞台芝居出演など、多くの経歴を残した。浅草ロック座でストリッパーとして20年以上踊った（1991-2012年)。浅草ロック座のタレントのソロ演目の振付師、デビュータレント振付担当歴は1998年頃から(2024年頃から酒匂るり氏に後継)。現在、京風居酒屋「先斗町」ママの傍ら、舞台俳優として活動。芝居、舞踏、ライブ出演など。マルチに活躍している。

## 写真作品展・雑誌モデル
- 平地勲「IN NUDE」
- PARCOギャラリーBORDER展
- 写真展「百瀬恒彦作品展」
- Gallery CLASKA 「永瀬正敏写真展〜impress刻印〜」
- 未来画廊「永瀬正敏写真展〜impress刻印〜」
- 「ShINC.Magazine」「コマーシャルフォト」「IN NATURAL」「BRUTUS」「ID-JAPAN」など、写真雑誌、ファッション誌、他多数

## 写真集・単行本
- 1989年 芳友舎「仙葉由季写真集」撮影：小玉敏勝
- 1991年11月  五味彬氏、アートディレクター高田正治氏との共同制作本「sEnBa」を発表
- 橋本マナミ写真集「タイムストリッパー」ポージング指導

## 新聞、雑誌の連載
- 日本ジャーナル出版「月刊ドンドン」
- 三和出版「アップル通信」
- マガジンハウス「自由時間」(長期に渡りエッセイ連載)
- ミリオン出版「URECCO」
- 報知新聞、大阪日日新聞、他多数

## 短編小説
- 「4WDエクスプローラー」
- マガジンハウス「自由時間」
- 角川書店 文芸誌「ドクロマガジン」

## テレビ・映画
- バラエティ「11PM」「Wスポット」「面白い八人」等のゲスト出演
- ドラマ「渓山閣の人々」マドンナ役レギュラー出演
- ドラマ奇妙な出来事 20話『夫婦円満』-ミチル役（1990年、フジテレビ）
- ドラマ「怪奇千夜一夜物語」（テレビ東京）
- 映画「カレンダー if just now」(1991年、東映クラシックフィルム）
- ザ・ヒットマン 血はバラの匂い（1991年、東映Vシネマ）
- 実相寺昭雄の不思議館1・かぐや姫（1992年、バンダイ メディア事業部）主演

## ラジオ
- 「たけし軍団のオールナイトニッポン」ゲスト出演

## 広告
- CF「スポーツクラブ・リフレ」広告(ポスター、パンフレット)モデル
- 格安SIM「mineo」CM振付

## ストリップ関係、プロデュースなど
- 1991年11月11日浅草ロック座「スクラップ・エンジェル」にて自身のプロデュースでストリップデビュー。舞台台本兼メイン出演者としてのオファーを請け、デビュー公演準備のため制作スタッフ一行とパリとロンドンのショーを9日間に渡り見て回るという、今日では考えられない厚待遇によるデビューであった。
- 日本各地の劇場をはじめ、カナダ、マカオでも活躍する
- 出演兼制作に取り組み、クラブショーやストリッパーの振り付けを始める
- 1995年 カナダ3都市（ウィニペグ、エドモントン、バンクーバー）、ゲストステージ遠征
- 2005年 浅草ロック座5月公演プロデュース
- 2012年2月、浅草ロック座にてストリッパーを引退
- 2014年5月、浅草ロック座「一夜限りの復活」
- 代表作「白いカラス」

- 1997年～現在、振付師
- 2005年～現在「Team Pretty」総合プロデュース 全８公演

## 音楽関係
- 布袋寅泰 GUITARHYTHM WILD TUAR」LONELY★WILDに因んだ短編小説でツアーパンフレットに参加。
- 布袋寅泰 SUPER SONIC GENERATION TOUR」ツアー映像２曲に出演。（SPIDER IN THE SKY、LOVE OR DIE）
- ROSSO（眠らないジル）ジル役でPV出演。
- 山崎ハコ アニバーサリーコンサート、六本木スイートベイジル、ゲスト出演。
- 山崎ハコ「50周年記念&バースデーLIVE」有楽町ヒューリックホール、舞踏でゲスト出演。
- ヒカシュー『はなうたはじめ Humming Soon』カバーガール。撮影は荒木経惟。
- LiLi+phalus、ヒカシュー、フリーマンアレイ、LIVEゲスト出演
- バンド「絵夢」にボーカルとして2020年12月に参加
- ヒカシューのLIVEに多数出演、ジャケットを飾っている「はなうたはじめ」3度目の再発盤はLPとなった

## パフォーマンス、ユニットプロデュース
- 1991年「BIKER'S & TATTOO NIGHT」にパフォーマーとして参加以後、「S-ECT」をプロデュース
- 「S-ECT」パフォーマンス
  - 横浜クラブヘブン「BIKER'S & TATTOONIGHT'99」
  - 茂木サーキット「jha」ブース
  - 西麻布イエロー「TATTOO NIGHT2000」
  - 幕張メッセ「MARY'S COMIN」
  - 渋谷WOMB「TRANS BEAUTY'01」
  - 新宿ロフトプラスワン「S-ECTトークライブ」
  - 「S-ECT」芝居公演「METEMPSYCHOSYS---輪廻---」（脚本、演出、振り付け、出演）

## 舞台芝居
- 1999~2003年、劇団前進座70周年特別芝居公演「旅の終りに」（原作・脚本 五木寛之）客演（ローザ役）新国立劇場、京都南座、大阪 国立文楽劇場、他で4年間に渡り全国巡演
- 劇団「MOON DOGS」公演「ジャパン！」、武市半平太役で客演
- 2017年7月、プロジェクト・ムー「新・盲人書簡」（原作・寺山修司、岸田理生）黒蜥蜴役で出演
- 2017年11月、アジア・ミーツ・アジア釜山街頭公演出演
- 2018年3月、DA・M公演　舞踏劇「Hyo-Ryu」出演
- 2018年7月、プロジェクト・ムー「SORA　私たちはどこから来たの？」（原作・岸田理生、脚色・福田光一）オリンピア役で出演
- 2018年9月、アジア・ミーツ・アジア「今昔・千夜一夜」東京公演出演
- 2018年11月、劇団ロオル「まぼろしの薔薇」月下役で出演
- 2019年6月、プロジェクト・ムー「アリス採り」（原案・岸田理生、脚本・福田光一）ハートの女王役で出演
- 2020年11月15日、23日、裸のエチカ公演　ふたり芝居「雪女」(原作 岸田理生)オーセンティックバーBAR橋、京風居酒屋先斗町新宿本店にて、芝居小屋以外で芝居を企画演出。出演　仙葉由季、荒川昌代
- 2021年5月、LOGOTyPEミュージカル「クロスフレンズ」デボラ役
- 2021年7月、岸田理生アヴァンギャルドフェスティバル参加作品「雪女」脚色/構成/演出／出演
- 2023年11月、裸のエチカ公演　身体劇「空」プロトシアター、構成/演出/振付/舞踏
- 2024年8月、裸のエチカ公演　芝居「雪女」、脚色/構成/演出/出演
- 2024年11月、裸のエチカ公演　身体劇「星」プロトシアター、構成/演出/舞踏

## クラブショープロデュース
- 2000年〜2010年 仙台「クラブチチ」（専属ダンス講師）

## イベント
- 「サマーソニック 03」EDO WONDERLAND 日光江戸村＋林海象＋仙葉由季のコラボレートパフォーマンスで参加
- 澳門「アダルト万博 in MACAO」出場
- 幕張メッセ「ビデックスジャパン」アダルトビデオブースの三日間で3000枚の色紙にサインを書く
- 2019年10月13〜17日、作品展「裸のエチカ」六本木ストライプハウスギャラリー。仙葉を被写体とし、絵画、映像作品、造形作品、写真や文字、舞踏、各々の表現技法で9人のアーティストによるインスタレーションを企画。参加アーティストは、平地勲(写真家)、大橋宏(舞台演出家)、森永博志(作家)、林海象(映画監督)、福田光一(劇作家)、原田拓巳(舞踏家)、藤重道治(TVディレクター)、西原政典(美術家)、宮川菊佳(ギタリスト)、仙葉由季(女優、プロデューサー)。

## エピソード
- 左派系の劇団、前進座の特別公演「旅の終わりに」への出演は、公演会場事情を含め、ヌード経験のあるタレントとして画期的な出来事だった。
- 「布袋寅泰 ツアー」出演もヌード業界のタレントとしては珍しかった。
- ヒカシューの1991年のアルバムでは、アラーキー撮影による上半身ヌードを披露した。
- 2013年「週刊大衆」「アサヒカメラ」各誌８ページのグラビアで44歳の裸体を披露。